# Audi F1 Team
Audi F1 Team es l'equip de formula 1 del fabricant alemany d'automòbils Audi que  competirà com a equip i fabricant d'unitats de potència a partir de la temporada 2026. L'equip de F1 d'Audi es formarà mitjançant l'adquisició de Sauber, amb motors desenvolupats per Audi Formula Racing GmbH del qual Adam Baker és el director executiu.

## Resultats
| Any  | Nom | Cotxe | Motor         | Pneumátics | Combustible | No. | Conductors | Punts | WCC |
| ---- | --- | ----- | ------------- | ---------- | ----------- | --- | ---------- | ----- | --- |
| 2026 | -   | C45   | Audi 1.6 V6 t | P          | BP          | -   | -          | -     | -   |